# Guerre des Goths (267-269)
Pour un article plus général, voir Guerre des Goths.

Les invasions gothes de 267 et 268.

La guerre des Goths (267-269) oppose les Goths et leurs alliés à l’Empire romain. Elle s’inscrit à la fois dans le contexte des guerres que l’Empire romain soutient contre différentes tribus « barbares »  sur le plan extérieur et dans celui de la crise du troisième siècle (235 – 284) sur le plan intérieur pendant laquelle « empereurs-soldats » et usurpateurs se succèdent rapidement sur le trône. 
Lors d’une précédente guerre des Goths qui se déroula de 248 à 253  l’empereur Trajan Dèce et son fils avaient trouvé la mort; c’était la première fois qu’un empereur romain mourait au combat contre les « barbares »; le futur empereur Émilien (r. avril-aout 253) alors gouverneur de Mésie et de Pannonie, réussit toutefois à repousser les Goths de Cniva au-delà du Danube. De nouvelles invasions ont lieu en 267 et 268 alors que les Goths dévastent les régions côtières de la mer Égée ainsi que la Thrace jusqu’à ce qu’ils soient défaits par les empereurs Gallien (r. 260-268) et Claude II (r. 268-270). Malheureusement la confusion régnant dans les sources rend difficile de déterminer s’il y eut une ou deux invasions et si les batailles dites de Nessos et de Naissus sont des batailles différentes. 
Quoi qu’il en soit, la victoire des forces romaines ainsi que l’implacable poursuite contre les envahisseurs que mène le futur empereur Aurélien (r. 270-275) contribuent grandement à réduire la menace d’invasion germanique sur la frontière des Balkans au cours des décennies qui suivent. 

## Contexte historique

### Des sources imprécises et parfois contradictoires
Dans cette période troublée que fut la crise du Troisième Siècle, il s’avère difficile de reconstruire le cours des évènements qui conduisirent aux batailles de Nessos et de Naissus. Les sources qui couvrent cette période, y compris la « Nouvelle Histoire » de Zosime, l’ « Épitome des Histoires » de Zonaras, la « Chronographie » de Georges le Syncelle ainsi que l’ « Histoire Auguste » se basent essentiellement sur un texte aujourd’hui perdu, intitulé « Σκυθικά (Scythica) », de l’historien athénien Dexippe. Ce texte n’a survécu que par des citations trouvées dans l’  « Histoire Auguste », texte d'un rédacteur anonyme de la fin du IVe siècle qui abonde en détails et anecdotes fantaisistes, appuyés sur des sources ou des documents inventés ainsi que sur des extraits de compilations byzantines du IXe siècle. Pour rendre les choses encore plus complexes, d’autres œuvres qui s’appuient sur Dexippe (et probablement sur une autre source inconnue de l’époque) donnent une interprétation des faits complètement différente,. Enfin, la propagande impériale qui caractérise la dynastie constantinienne ajoute à la confusion en reportant toutes les calamités sur le règne de Gallien afin de ne pas entacher la mémoire de Claude II le Goth, vu comme le fondateur de la dynastie.

### Une ou deux invasions?

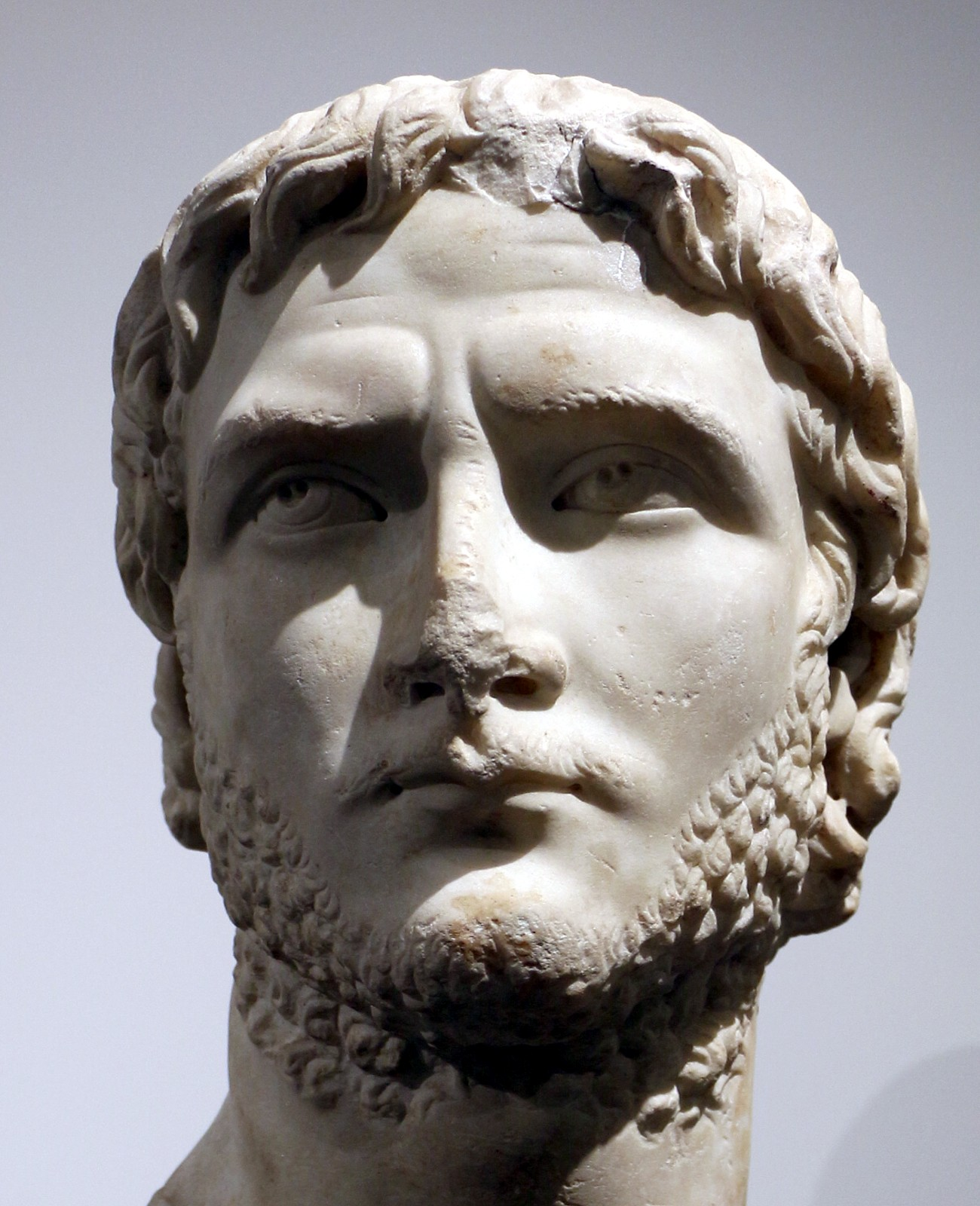
Buste en marbre de Gallien - Musée du Palatin.

Il en résulte une controverse qui se poursuit sur le fait qu’il y aurait eu une ou deux invasions, sur le déroulement des évènements et le règne sous lequel ceux-ci se seraient produits,. Ainsi on ne peut être certain de l’identité de l’empereur à la tête de l’armée au moment de la bataille de Naissus. En 1939, Andreas Alföldi partisan d’une unique invasion soutint que Gallien était le seul responsable de la défaite des barbares; selon cette théorie les batailles de Nessos et de Naissus n’auraient été qu’une seule et unique bataille que des orthographes différentes du nom de l’endroit auraient dédoublée. Son hypothèse fut acceptée pendant de nombreuses années, mais les plus récentes études suggèrent plutôt deux invasions et deux victoires romaines, la première remportée à Nessos par l’empereur Gallien, la deuxième à Naissus par l’empereur Claude II , ,,,. 
Il apparait maintenant plus plausible qu’il y ait eu deux invasions distinctes et le texte qui suit s’appuie sur cette version des évènements, mais l’on doit garder en mémoire que les preuves sont trop confuses pour permettre une reconstruction absolument fiable de ces années troublées.

### Les invasions de 267-268

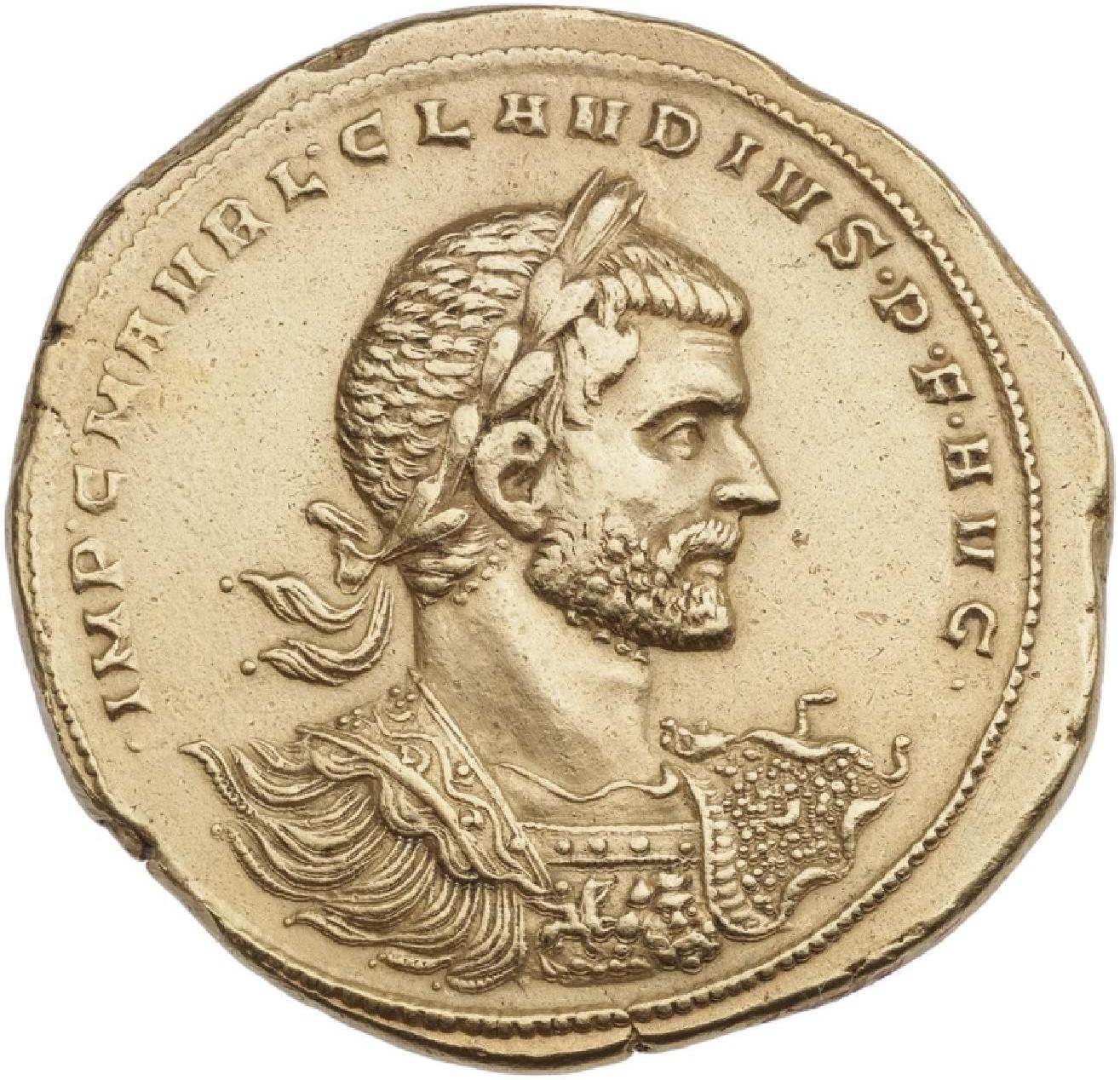
Monnaie (8 aurei) de Claude le Gothique avec l’inscription : IMP.C.M.AVRL.CLAVDIVS.P.F.AVG. Verso: CONCORD IA.EX ERCITVS.

Au cours des deux décennies qui suivirent la bataille d’Abritus en 251 au cours de laquelle les Goths avaient décimé l’armée romaine, et où l’empereur Dèce ainsi que son fils et coempereur avaient trouvé la mort, la menace de nouvelles invasions avait eu une influence déstabilisante sur la politique domestique de l’Empire romain. Après l’invasion de 253, les Goths et leurs alliés s’étaient concentrés sur l’Asie mineure, pillant diverses villes de la côte et de l’intérieur dont Éphèse où le temple d’Artémis avait été réduit en cendres. 
Ces raids s’étaient poursuivis tout au cours du règne de Gallien (r. 253 – 268) et, de 267 à 269, deux grandes invasions de « Scythes », comme les appellent les sources, se déroulèrent sur le territoire de l’Empire romain. La première eut lieu en 267 : les Hérules  à la tête d’une flotte de 500 navires  ravagèrent les côtes méridionales de la mer Noire et attaquèrent sans succès Byzance et Cyzique. Bien que défaite par la marine romaine, la flotte des Hérules réussit à s’infiltrer en mer Égée où elle razzia les iles de Lemnos et de Skyros en plus de mettre à sac plusieurs cités méridionales de la province d’Achaïe, y compris Athènes, Corinthe, Argos et Sparte. Ils se dirigèrent alors vers la Béotie où pour la première fois ils rencontrèrent une armée romaine importante conduite par le général Marcianus, probablement gouverneur de la Mésie supérieure ou inférieure. Ses forces n’étant pas suffisantes pour annihiler les envahisseurs, il se contenta durant les mois d’hiver de les pourchasser à travers l’Épire et la Macédoine vers laquelle Gallien, arrivant d’Italie, avançait. Ce dernier remporta une importante victoire près du fleuve  Nestos ou Nessos sur la frontière entre la Macédoine et la Thrace avec l’aide de la cavalerie dalmate. Selon Zosime, les pertes barbares auraient été de 3 000 hommes . Selon l’hypothèse qui identifie la victoire de Nessos à celle de Naissus, celle-ci aurait été telle que les campagnes subséquentes de Claude n’auraient guère été que des « opérations de nettoyage ». Selon l’hypothèse des deux invasions, si Gallien réussit effectivement à battre les Hérules et leurs alliés Goths, les résultats de la bataille ne furent pas déterminants. L’empereur parvint cependant à un accord avec le chef des Hérules, Naulobatus, en fonction duquel il donnait un sauf-conduit à celui-ci pour se retirer avec ses hommes hors de l’empire, tout en lui accordant les ornamenta consularia. 
L’année suivante, une seconde invasion, plus importante que la première commença. Une énorme coalition composée de « Scythes » (en fait consistant en Goths [Wisigoths et Ostrogoths], Gépides et Peucins, commandée elle aussi par les Hérules s’assembla à l’embouchure du fleuve Tyras (le Dniester) . Tant l’Histoire Auguste que Zosime avancent un total de 2000 à 6000 navires et 325 000 hommes .  Il s’agit d’une exagération manifeste mais qui témoigne de l’ampleur de l’invasion. Après avoir échoué à ravager diverses villes sur les côtes occidentales de la mer Noire et du Danube (Tomis, Marcianopolis), les envahisseurs s’attaquèrent à Byzance et Chrysopolis. Une partie de la flotte périt en mer, soit que les marins aient sous-estimé la violence du courant de la Propontide, soit qu’elle ait été dévastée par la marine romaine. La flotte qui survécut au désastre entra dans la mer Égée et parvint à ravager diverses iles aussi loin que Crète et Rhodes. Pendant ce temps le gros des troupes après avoir construit des engins de siège s’apprêtait à s’emparer de Thessalonique et de Cassandreia, mais dut retraiter à l’intérieur des Balkans lorsqu’on apprit que l’empereur approchait. En chemin toutefois, les envahisseurs purent mettre à sac Doberus (Paionia ?) et la Pélagonie.

### Bataille de Naissus ou de Nessos?

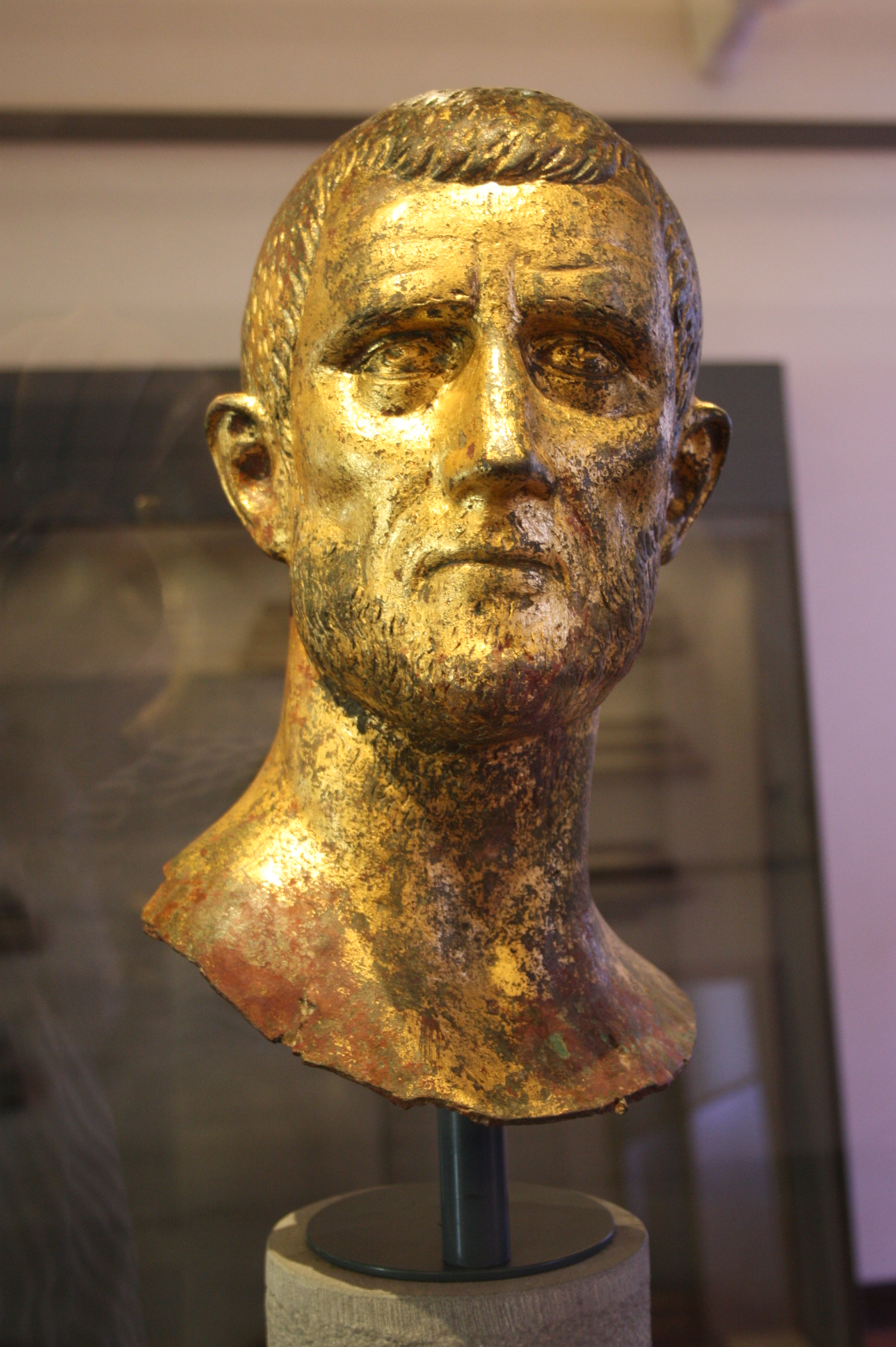
Buste représentant probablement l’empereur Aurélien dans lequel on voyait auparavant l’empereur Claude le Gothique (Musée Santa Giula de Brescia).

Selon l’hypothèse où les batailles de Nessos/Nestos et de Naissus (plus au nord, près du Danube; aujourd’hui à proximité de Niš en Serbie) n’auraient constitué qu’une seule bataille, le crédit en reviendrait à l’empereur Gallien avec comme seconds le futur empereur Claude et le chef de la cavalerie, Lucius Aurelius Marcianus.
S’il y eut effectivement deux invasions, la bataille de Naissus se serait déroulée une année plus tard que celle de Nessos/Nestos. Peu après cette dernière, l’empereur Gallien appris que l’un de ses généraux, Aureolus, commandant de la cavalerie romaine basée à Milan, s’était allié avec le général Postumus qui s’était proclamé empereur d’un éphémère « empire des Gaules » en 265 et revendiquait le trône,.
Sachant que s’il perdait le nord de l’Italie sa situation serait désespérée, Gallien retourna en Italie avec le général Aurélien , laissant Marcianus responsable de la frontière danubienne. Il devait toutefois être tué par des généraux illyriens insatisfaits alors qu’il s’apprêtait à affronter le général rebelle près de Milan, probablement entre juin et octobre 268 .  
L’un de ces trois généraux, M. Aurelius Claudius, fut alors proclamé empereur  (Claude II) et dut partir pour Rome asseoir son pouvoir.  Sa priorité devint alors les Alamans qui, profitant de la guerre civile à Rome, avaient envahi la Rhétie et l’Italie. Il défit ceux-ci à la Bataille du lac Benacus (aujourd’hui le lac de Garde dans les Alpes italiennes) vers la fin de 268 ou au début de 269, après quoi il put s’occuper des Balkans  où les Hérules brisant la trêve conclue par Naulobatus, avaient entrepris avec les Goths la deuxième invasion,. 
Une nouvelle révolte, cette fois conduite par le général Ulpius Laelianus, s’était déclarée sur le Rhin, forçant Claude à retarder son départ pour les Balkans et à confier au général Aurélien la tâche de s’y rendre immédiatement. Ce n’est que des semaines plus tard que, la situation dans les Balkans empirant, Claude se rendit avec le gros de l’armée rejoindre Aurélien et Marcianus. Lorsqu’ils apprirent que l’armée impériale approchait les Goths se dirigèrent vers l’intérieur du pays ravageant le nord-est de la Macédoine sur leur passage. Grâce à une série d’embuches, Aurélien rabattit les Goths vers Claude et son armée qui les attendaient.
La bataille de Naissus eut ainsi probablement lieu en 269. Les pertes furent considérables des deux côtés. Mais au plus fort de la bataille, alors que l’on comptait déjà de nombreux morts, les Romains attirèrent les Goths dans une embuscade en prétendant une fuite. Quelque 50 000 Goths auraient péri ou auraient été faits prisonniers. 
Claude ne devait pas survivre suffisamment longtemps pour terminer cette guerre. Vers la fin de 269, alors qu’il se préparait à Sirmium pour une guerre contre les Vandales qui avaient envahi la Pannonie, il fut victime de la « peste de Cyprien » (peut-être la petite vérole) et mourut en 270. 

## Les suites

L’Empire romain en 271 avant la reconquête des « empires » de Palmyre et des Gaules.

Lorsqu’il était retourné à Sirmium, Claude avait laissé au futur empereur Aurélien la direction des opérations contre les Goths; celui-ci devait continuer pendant le reste de l’été et l’automne à les poursuivre jusqu’à ce que ceux-ci soient forcés de se réfugier dans la chaine du Grand Balkan connue alors comme le « mont Haemus ». 
Claude étant mort, son frère Quintillus prit le pouvoir avec l’appui du Sénat. Mais l’armée refusa de reconnaitre celui-ci préférant proclamer Aurélien empereur,. Après avoir assuré son pouvoir à Rome, Aurélien repartit au début de l’automne 271 pour les Balkans où, profitant à nouveau des désordres de Rome, les Goths avaient repris leurs raids en Mésie et en Thrace. Il réussit à défaire ceux-ci et à les repousser au-delà du Danube, les pourchassant même en territoire ennemi où il leur imposa une cuisante défaite, tuant leur roi, Cannabas ou Cannabaudès, ravageant leurs campements et prenant prisonnières les femmes qui les défendaient. Ce devait être la plus grande victoire de l’armée romaine dans la région, revanche de la défaite d’Abritus quelque vingt ans auparavant, ce qui valut à Aurélien le titre de « Gothicus Maximus ». Cette victoire eut cependant un prix : si elle restaurait l’autorité romaine sur la frontière du Danube, elle obligea Aurélien à réaliser que la Dacie dont Gallien avait dû se retirer quelques années auparavant était indéfendable. Aurélien ordonna le retrait des troupes qui y étaient stationnées pour redéfinir la ligne défensive de l’empire sur le Danube, réduisant ainsi considérablement la frontière qui devait être protégée. En même temps il évacuait une partie importante de la population civile qu’il relocalisa au sud de la  frontière dans ce qui devint la nouvelle province de « Dacia Ripensis ».
Il faudra attendre près d’un siècle avant que les Goths ne viennent à nouveau envahir l’empire après avoir promis leur aide à un usurpateur, Procope, déclenchant ainsi une nouvelle guerre des Goths (367-369),.